# Proyecto 985
El Proyecto 985 (en chino, 985工程; pinyin, 985 gōngchéng) es un proyecto anunciado por el Secretario general del Comité Central del Partido Comunista de China Jiang Zemin en el centenario de la Universidad de Pekín el 4 de mayo de 1998 para promover el desarrollo y la reputación del sistema universitario chino. El proyecto supone la inversión de grandes cantidades de dinero tanto a los gobiernos locales como al nacional para la construcción de nuevos centros de investigación, mantener congresos internacionales, atraer expertos internacionales y profesores visitantes y ayudar a los profesores chinos a participar en congresos en el extranjero.
Cuando se anunció la primera vez, se permitió el acceso al presupuesto del proyecto a un grupo de 9 universidades de élite. Estas nueve universidades formaron la Liga C9 en 2009, el equivalente chino a la Ivy League estadounidense. Al finalizar la segunda fase del proyecto, había 39 universidades financiadas por este programa. En 2011 se anunció que el proyecto no admitiría más universidades.
En octubre de 2015, el Consejo de Estado de la República Popular China publicó el 'Plan general para promover la construcción de universidades de primera clase mundial y disciplinas de primera clase (Plan universitario doble de primera clase)' e hizo nuevos arreglos para el desarrollo de la educación superior en China. reemplazando proyectos anteriores como 'Proyecto 211', 'Proyecto 985' o 'Disciplinas clave de características del proyecto'.
Para 2021, hay 3012 universidades y facultades en China continental, y las 140 universidades de doble primera clase representaron menos del 5 % de las instituciones de educación superior en China, lo que representa las universidades y facultades más elitistas de este país.

## Lista de universidades patrocinadas
Hay 39 universidades patrocinadas por el Proyecto 985. El proyecto también asigna objetivos y financiación a cada universidad.
- Universidad de Pekín (1.800 millones CNY)
- Universidad Tsinghua (1.800 millones CNY)
- Universidad Fudan (1.200 millones CNY)
- Harbin Institute of Technology (1.000 millones CNY)
- Universidad de Nankín (1.200 millones CNY)
- Renmin University of China (desconocido)
- Universidad de Shanghái Jiao Tong (1.200 millones CNY)
- Universidad de Ciencia y Tecnología de China (900 millones CNY)
- Universidad de Xi'an Jiaotong (900 millones CNY)
- Universidad de Zhejiang (1.400 millones CNY)
- Beijing Institute of Technology (1.000 millones CNY)
- Universidad Normal de Pekín (1.200 millones CNY)
- Universidad de Beihang (900 millones CNY)
- Central South University (400 millones CNY)
- Minzu University of China (desconocido)
- Universidad de Agricultura de China (desconocido)
- Chongqing University (540 millones CNY)
- Dalian University of Technology (400 millones CNY)
- Universidad Normal del Este de China (600 millones CNY)
- Huazhong University of Science and Technology (600 millones CNY)
- Hunan University (400 millones CNY)
- Jilin University (700 millones CNY)
- Lanzhou University (450 millones CNY)
- Nankai University (700 millones CNY)
- Northwestern Polytechnical University (900 millones CNY)
- Northeastern University (400 millones CNY)
- Northwest A&F University (desconocido)
- Ocean University of China (300 millones CNY)
- Southeast University (600 millones CNY)
- Shandong University (1.200 millones CNY)
- Sichuan University (720 millones CNY)
- South China University of Technology (400 millones CNY)
- Universidad Sun Yat-sen (1.200 millones CNY)
- Tianjin University (700 millones CNY)
- Tongji University (600 millones CNY)
- University of Electronic Science and Technology of China (360 millones CNY)
- Wuhan University (800 millones CNY)
- Universidad de Xiamen (800 millones CNY)
- National University of Defense Technology (desconocido)